# Bartholomäus Del Pero
Bartholomäus Del Pero (auch Bartolomeo, Bartolo Del Pero; * 5. Februar 1850 in Pizzano, Gemeinde Vermiglio, Trentino; † 13. Mai 1933 in Innsbruck) war ein Tiroler Dichter.

## Leben
Del Pero wuchs als Sohn eines Maurers und Kleinbauern in einem Bergdorf im Val di Sole nordwestlich von Trient auf. Er arbeitete zunächst als Maurergehilfe und sollte den elterlichen Hof übernehmen. Bei Besuchen in Venedig, wo sein älterer Bruder lebte,  besuchte er die Figur- und Bauzeichenschule der Accademia di belle arti. 1870 wurde er zu den Kaiserjägern eingezogen. Nach dem Ende seiner Dienstzeit trat er 1874 zur Gendarmerie über und brachte es bis zum Rechnungsrat. 1879 heiratete er die aus dem Tiroler Unterland stammende Antonia Kleisl und ließ sich in Innsbruck nieder.
Seit Anfang der 1880er Jahre stand Del Pero in freundschaftlichem Kontakt mit Bruder Willram, Martin Greif, Angelika und Ludwig von Hörmann, Johann Georg Obrist, Adolf Pichler, Josef Weingartner und Ignaz Vinzenz Zingerle. Besonders verbunden war er mit dem Komponisten Josef Pembaur dem Älteren, der mehrere seiner Gedichte vertonte, und mit dessen Sohn Josef Pembaur dem Jüngeren. Als Teil der Adolf-Pichler-Gemeinde war er an der Herausgabe der Werke Adolf Pichlers, Anton Renks und Franz Kranewitters beteiligt. 
Del Pero verfasste hauptsächlich Lyrik. Seine bestimmenden Themen sind Heimat und Natur,  insbesondere verarbeitete er Sagenstoffe aus den Dolomiten und dem Trentino zu lyrischen Verserzählungen. Sein großes Vorbild war Adolf Pichler. Obwohl er die Sprache erst in seiner Dienstzeit bei den Kaiserjägern lernte, schrieb Del Pero auf Deutsch. In seinem Nachlass fand sich eine unveröffentlichte Sammlung Italienische Lyrik, die er zusammengestellt und übersetzt hatte. Seine Frau Antonia (1856–1927) und seine Tochter Silvia (1880–1960) waren ebenfalls schriftstellerisch tätig.
Nach seinem Tod wurde Del Pero in einem städtischen Ehrengrab auf dem Innsbrucker Westfriedhof beigesetzt.

## Werke
- Bilder und Sagen. Wagner, Innsbruck 1889
- Die Schlacht am Berg Isel 1809. Dramatisches Gedicht in drei Bildern mit einem Prolog. (vertont von Josef Pembaur d. Ä.)
- Spuren eines Lebens. Ausgewählte Gedichte. Schmidt, München 1913
- Zwischen Karwendel und Dolomiten. Neue Gedichte. Das Bergland-Buch, Graz 1931
- zahlreiche Beiträge in Zeitungen und Zeitschriften